# Stickle Tarn (Dunnerdale)
Der Stickle Tarn ist ein See im Lake District, Cumbria, England. Der See liegt an der Ostseite des Stickle Pike. Der See hat keinen erkennbaren Zufluss. Der Hare Hall Beck bildet seinen Abfluss im Süden des Sees.